# Pablo Armero
Pablo Estifer Armero (2 de novembre de 1986) és un exfutbolista colombià que jugava de lateral esquerre.